# Dasycercus blythi
Dasycercus blythi és una espècie de marsupial carnívor gran d'Austràlia. El seu pes corporal sobrepassa els 100 grams i els mascles són lleugerament més grans que les femelles. El seu cap mesura quinze centímetres i la cua en mesura nou.